# Едуар Мишлен
Вижте пояснителната страница за други личности с името Мишлен.
Едуар Мишлен (на френски: Édouard Michelin) е френски индустриалец, предприемач. През 1888 г., заедно с брат си Андре Мишлен, основават фирмата Мишлен, която e един от най-големите производители на гуми в света. 